# Pedro Casella
Pedro Quintin Casella Moreno, conosciuto semplicemente come Pedro Casella (Montevideo, 31 ottobre 1898 – 18 giugno 1971), è stato un calciatore uruguaiano, di ruolo portiere.

## Palmarès

### Nazionale
- Oro olimpico: 1

Paris 1924
- Campeonato Sudamericano de Football: 2

1923, 1924